# جون ر. باك
جون ر. باك (بالإنجليزية: John R. Buck)‏ هو محامي وسياسي أمريكي، ولد في 6 ديسمبر 1835 في غلاستونبوري في الولايات المتحدة، وتوفي في 6 فبراير 1917 في هارتفورد في الولايات المتحدة. حزبياً، نشط في الحزب الجمهوري. وقد انتخب عضو مجلس النواب الأمريكي.